# Todd megye (Minnesota)
Todd megye az Amerikai Egyesült Államokban, azon belül Minnesota államban található. Megyeszékhelye és legnagyobb városa Long Prairie. Lakosainak száma 25 262 fő (2020. április 1.). Todd megye Wadena, Stearns, Cass, Morrison, Douglas és Otter Tail megyékkel határos.

## Népesség
A megye népességének változása:
| Lakosok száma | 24 886 | 24 844 | 24 532 | 24 382 | 24 257 | 25 262 |
|               | 2010   | 2011   | 2012   | 2013   | 2015   | 2020   |